# مجموعة أونيوابان

مجموعة أونيوابان お庭番衆 (نطقا: أونيوابانشو) كانت مجموعة من النينجا أسسها توكوغاوا شوغون توكوغاوا يوشيموني، الذي يعد أحد كبار شوغون اليابان (1684-1751).

## الغاية
يوشيموني أسس المجموعة لتحقيق الأمن، جمع المعلومات، والقيام بعمليات التجسس. يعتقد أن المجموعة في فترة باكوماتسو أرسلت فرقة إلى أمريكا ليس للتجسس على معارضي نظام شوغون فقط بل على أمريكا أيضا.
عمل أفراد المجموعة كعملاء جواسيس لجمع المعلومات وكحراس للشوغون، وأيضا في حماية الضباط الكبار في نظام الشوغون. كما اتبعوا نظاما صارما بعدم الاختلاط مع المجتمع، أشهر من كان بالمجموعة كانوا أفراد النينجا في إيغا وكوغا شمالي كيوتو. مثلت المجموعة في الأفلام والمسلسلات ببساطة كأفراد نينجا.
لم يكن أفراد المجموعة متورطين كثيرا بعمليات الاغتيال، بل كانت مهماتهم في الغالب جمع المعلومات والقبض على المجرمين.

## العضوية
أعضاء المجموعة اختيروا من جماعة كيي، المناصب كانت تورث في العوائل، وهذا واضح لكون يوشيموني في الأصل قائد جماعة كيي.

## المهام
- حراس أمن في قلعة إيدو.
- التجسس على الجماعات الأخرى.
- في فترة باكوماتسو، أرسل أفراد منها إلى أمريكا للتجسس.

## الأحداث التالية
لم يعرف لمجموعة أونيوابان نهاية مسجلة في التاريخ، فقيل أنها تشتت أثناء استعراش ميجي، أو انضمت إلى الحكومة كضباط استخبارات.

## في فنون القصص
ذكرت مجموعة أونيوابان في قصص المانغا والأنمي مثل روروني كنشين.

## اقرأ أيضا
- باكوماتسو
- نظام توكوغاوا شوغون
- استعراش ميجي
- قلعة إيدو